# Вероломство (фильм)
«Вероломство» (англ. Temptation, «Искушение», 1915) — американский художественный фильм Сесиля Блаунта де Милля.

## Сюжет
Героиня фильма узнаёт, что её муж растратил крупную сумму не принадлежавших ему денег. Она обращается за помощью к монгольскому принцу. Принц рад помочь при условии, снискать расположенность молодой дамы. В отчаянии героиня берёт деньги.
Одновременно с происходящим, друзья достают для неё нужную сумму. Она спешит вернуть долг принцу. Разочарованный принц мстит героине, выжигая раскалённым клеймом на её плече свой геральдический знак. Она же убивает принца и скрывается.
В этот момент в апартаменты принца попадает муж героини. На него падает подозрение в убийстве. Молодая женщина рассказывает на суде о том, что её толкнуло на убийство, и показывает плечо. Присяжные оправдывают её.

## В ролях
- Джеральдина Фаррар — Рене Дюпри
- Теодор Робертс  — Отто Мюллер
- Педро де Кордова — Джулиан
- Элси Джейн Уилсон  — мадам Марофф
- Реймонд Хаттон — барон Шуриаль
- Сессю Хаякава
- Эрнест Джой
- Анита Кинг

## Художественные особенности
Фильм выделялся своей изобразительной манерой: богато обставленные интерьеры, эффектное освещение «в манере Рембрандта», умелое использование монтажных приёмов, экзотический герой.
«…И „весь Париж“ в продолжение нескольких месяцев рыдал над этой пошлой мелодрамой. Америка преуспевала там, где потерпел неудачу театр „Комеди Франсэз“ с „Убийством герцога Гиза“. Бульвары возвели кино в ранг искусства…» (Жорж Садуль).
«Вероломство» приносило прокатчикам рекордные сборы, и вызвало волну подражаний.

## Цитаты
- «…Шум, поднятый вокруг „Вероломства“, сыграл, однако, свою положительную роль. Фильм подтвердил, что режиссёрские эксперименты могут приносить неплохие доходы. А это помогло отдельным энтузиастам активнее, чем прежде, проявить свою творческую изобретательность…» (Сергей Комаров)[1].